# Horror in the High Desert 2: Minerva
 (janvier 2024).
Si vous disposez d'ouvrages ou d'articles de référence ou si vous connaissez des sites web de qualité traitant du thème abordé ici, merci de compléter l'article en donnant les références utiles à sa vérifiabilité et en les liant à la section « Notes et références ».
Série
Horror in the High Desert
(2021)
Pour plus de détails, voir Fiche technique et Distribution.
Horror in the High Desert 2: Minerva est un film américain réalisé par Dutch Marich et sorti en 2023.

## Synopsis
Gal Roberts, la journaliste ayant raconté l'histoire de Gary Hinge, revient à présent sur les disparitions de 2 femmes, toujours dans le Nevada. Leur destin tragique serait-il lié à celui du célèbre randonneur?

## Fiche technique
- Titre original : Horror in the High Desert 2: Minerva
- Réalisation : Dutch Marich
- Scénario : Dutch Marich
- Société de production : Luminol Entertainment
- Pays d'origine :  États-Unis
- Langue originale : Anglais
- Genre : horreur, mystère, thriller
- Durée : 76 minutes
- Date de sortie : 2023

## Distribution
- Laurie Felix Bass : Dolly Broadbent
- Suziey Block : Gal Roberts
- Brooke Bradshaw : Ameliana Brasher
- Marco Antonio Parra : Oscar Mendoza